# Csokvaomány
Csokvaomány là một thị trấn thuộc hạt Borsod-Abaúj-Zemplén, Hungary. Thị trấn này có diện tích 14,99 km², dân số năm 2010 là 862 người, mật độ 58 người/km².